# Vitalij Aleksandrovič Čechover
Vitalij Aleksandrovič Čechover, traslitterato anche Chekhover o Chechower (San Pietroburgo, 22 dicembre 1908 – Leningrado, 11 febbraio 1965), è stato uno scacchista e compositore di scacchi russo (sovietico dal 1924).
Fu Maestro Internazionale della partita (1950) e della composizione (1961). Venne nominato dalla FIDE Arbitro internazionale della composizione nel 1956.
Come giocatore fu attivo negli anni dal 1930 al 1949. Vinse due volte il campionato di Leningrado: nel 1937 (alla pari con Alexander Tolush e Dmitrij Rovner) e nel 1949 (da solo). Partecipò a cinque campionati sovietici dal 1933 al 1945, ottenendo il miglior risultato nel campionato del 1939, col 5º posto su 18 partecipanti, a due punti dal vincitore Michail Botvinnik. Partecipò anche al grande torneo di Mosca 1935, vinto alla pari da Salo Flohr e Botvinnik.
In seguito si dedicò solo alla composizione di studi. Diede notevoli contributi alla teoria dei finali, soprattutto ai finali di cavallo, dei quali è considerato uno dei più grandi esperti. Compose circa 160 studi, tutti con posizioni che possono effettivamente presentarsi in finali di partita. Vinse cinque primi premi, dei quali uno in collaborazione con Vladimir Korol'kov.
Assieme a Jurij Averbach pubblicò due fondamentali opere sui finali, tradotte in inglese:
- Comprehensive Chess Endings: Knight Endings,  Batsford, 1977
- Comprehensive Chess Endings: Queen v. Rook/Minor Piece Endings, Batsford, 1978

Assieme a Vladimir Korol'kov pubblicò nel 1959 la raccolta Studi scelti di A. Troickij, con 176 studi commentati di Aleksej Troickij.

## Uno studio di Vitalij Čechover
|   | a | b | c | d | e | f | g | h |   |
| 8 | c8 re del nero · b7 torre del bianco · b6 alfiere del bianco · e6 donna del nero · d5 pedone del nero · g4 pedone del nero · c3 pedone del bianco · f3 pedone del nero · g3 pedone del bianco · c2 pedone del bianco · f2 pedone del bianco · a1 re del bianco | c8 re del nero · b7 torre del bianco · b6 alfiere del bianco · e6 donna del nero · d5 pedone del nero · g4 pedone del nero · c3 pedone del bianco · f3 pedone del nero · g3 pedone del bianco · c2 pedone del bianco · f2 pedone del bianco · a1 re del bianco | c8 re del nero · b7 torre del bianco · b6 alfiere del bianco · e6 donna del nero · d5 pedone del nero · g4 pedone del nero · c3 pedone del bianco · f3 pedone del nero · g3 pedone del bianco · c2 pedone del bianco · f2 pedone del bianco · a1 re del bianco | c8 re del nero · b7 torre del bianco · b6 alfiere del bianco · e6 donna del nero · d5 pedone del nero · g4 pedone del nero · c3 pedone del bianco · f3 pedone del nero · g3 pedone del bianco · c2 pedone del bianco · f2 pedone del bianco · a1 re del bianco | c8 re del nero · b7 torre del bianco · b6 alfiere del bianco · e6 donna del nero · d5 pedone del nero · g4 pedone del nero · c3 pedone del bianco · f3 pedone del nero · g3 pedone del bianco · c2 pedone del bianco · f2 pedone del bianco · a1 re del bianco | c8 re del nero · b7 torre del bianco · b6 alfiere del bianco · e6 donna del nero · d5 pedone del nero · g4 pedone del nero · c3 pedone del bianco · f3 pedone del nero · g3 pedone del bianco · c2 pedone del bianco · f2 pedone del bianco · a1 re del bianco | c8 re del nero · b7 torre del bianco · b6 alfiere del bianco · e6 donna del nero · d5 pedone del nero · g4 pedone del nero · c3 pedone del bianco · f3 pedone del nero · g3 pedone del bianco · c2 pedone del bianco · f2 pedone del bianco · a1 re del bianco | c8 re del nero · b7 torre del bianco · b6 alfiere del bianco · e6 donna del nero · d5 pedone del nero · g4 pedone del nero · c3 pedone del bianco · f3 pedone del nero · g3 pedone del bianco · c2 pedone del bianco · f2 pedone del bianco · a1 re del bianco | 8 |
| 7 | c8 re del nero · b7 torre del bianco · b6 alfiere del bianco · e6 donna del nero · d5 pedone del nero · g4 pedone del nero · c3 pedone del bianco · f3 pedone del nero · g3 pedone del bianco · c2 pedone del bianco · f2 pedone del bianco · a1 re del bianco | c8 re del nero · b7 torre del bianco · b6 alfiere del bianco · e6 donna del nero · d5 pedone del nero · g4 pedone del nero · c3 pedone del bianco · f3 pedone del nero · g3 pedone del bianco · c2 pedone del bianco · f2 pedone del bianco · a1 re del bianco | c8 re del nero · b7 torre del bianco · b6 alfiere del bianco · e6 donna del nero · d5 pedone del nero · g4 pedone del nero · c3 pedone del bianco · f3 pedone del nero · g3 pedone del bianco · c2 pedone del bianco · f2 pedone del bianco · a1 re del bianco | c8 re del nero · b7 torre del bianco · b6 alfiere del bianco · e6 donna del nero · d5 pedone del nero · g4 pedone del nero · c3 pedone del bianco · f3 pedone del nero · g3 pedone del bianco · c2 pedone del bianco · f2 pedone del bianco · a1 re del bianco | c8 re del nero · b7 torre del bianco · b6 alfiere del bianco · e6 donna del nero · d5 pedone del nero · g4 pedone del nero · c3 pedone del bianco · f3 pedone del nero · g3 pedone del bianco · c2 pedone del bianco · f2 pedone del bianco · a1 re del bianco | c8 re del nero · b7 torre del bianco · b6 alfiere del bianco · e6 donna del nero · d5 pedone del nero · g4 pedone del nero · c3 pedone del bianco · f3 pedone del nero · g3 pedone del bianco · c2 pedone del bianco · f2 pedone del bianco · a1 re del bianco | c8 re del nero · b7 torre del bianco · b6 alfiere del bianco · e6 donna del nero · d5 pedone del nero · g4 pedone del nero · c3 pedone del bianco · f3 pedone del nero · g3 pedone del bianco · c2 pedone del bianco · f2 pedone del bianco · a1 re del bianco | c8 re del nero · b7 torre del bianco · b6 alfiere del bianco · e6 donna del nero · d5 pedone del nero · g4 pedone del nero · c3 pedone del bianco · f3 pedone del nero · g3 pedone del bianco · c2 pedone del bianco · f2 pedone del bianco · a1 re del bianco | 7 |
| 6 | c8 re del nero · b7 torre del bianco · b6 alfiere del bianco · e6 donna del nero · d5 pedone del nero · g4 pedone del nero · c3 pedone del bianco · f3 pedone del nero · g3 pedone del bianco · c2 pedone del bianco · f2 pedone del bianco · a1 re del bianco | c8 re del nero · b7 torre del bianco · b6 alfiere del bianco · e6 donna del nero · d5 pedone del nero · g4 pedone del nero · c3 pedone del bianco · f3 pedone del nero · g3 pedone del bianco · c2 pedone del bianco · f2 pedone del bianco · a1 re del bianco | c8 re del nero · b7 torre del bianco · b6 alfiere del bianco · e6 donna del nero · d5 pedone del nero · g4 pedone del nero · c3 pedone del bianco · f3 pedone del nero · g3 pedone del bianco · c2 pedone del bianco · f2 pedone del bianco · a1 re del bianco | c8 re del nero · b7 torre del bianco · b6 alfiere del bianco · e6 donna del nero · d5 pedone del nero · g4 pedone del nero · c3 pedone del bianco · f3 pedone del nero · g3 pedone del bianco · c2 pedone del bianco · f2 pedone del bianco · a1 re del bianco | c8 re del nero · b7 torre del bianco · b6 alfiere del bianco · e6 donna del nero · d5 pedone del nero · g4 pedone del nero · c3 pedone del bianco · f3 pedone del nero · g3 pedone del bianco · c2 pedone del bianco · f2 pedone del bianco · a1 re del bianco | c8 re del nero · b7 torre del bianco · b6 alfiere del bianco · e6 donna del nero · d5 pedone del nero · g4 pedone del nero · c3 pedone del bianco · f3 pedone del nero · g3 pedone del bianco · c2 pedone del bianco · f2 pedone del bianco · a1 re del bianco | c8 re del nero · b7 torre del bianco · b6 alfiere del bianco · e6 donna del nero · d5 pedone del nero · g4 pedone del nero · c3 pedone del bianco · f3 pedone del nero · g3 pedone del bianco · c2 pedone del bianco · f2 pedone del bianco · a1 re del bianco | c8 re del nero · b7 torre del bianco · b6 alfiere del bianco · e6 donna del nero · d5 pedone del nero · g4 pedone del nero · c3 pedone del bianco · f3 pedone del nero · g3 pedone del bianco · c2 pedone del bianco · f2 pedone del bianco · a1 re del bianco | 6 |
| 5 | c8 re del nero · b7 torre del bianco · b6 alfiere del bianco · e6 donna del nero · d5 pedone del nero · g4 pedone del nero · c3 pedone del bianco · f3 pedone del nero · g3 pedone del bianco · c2 pedone del bianco · f2 pedone del bianco · a1 re del bianco | c8 re del nero · b7 torre del bianco · b6 alfiere del bianco · e6 donna del nero · d5 pedone del nero · g4 pedone del nero · c3 pedone del bianco · f3 pedone del nero · g3 pedone del bianco · c2 pedone del bianco · f2 pedone del bianco · a1 re del bianco | c8 re del nero · b7 torre del bianco · b6 alfiere del bianco · e6 donna del nero · d5 pedone del nero · g4 pedone del nero · c3 pedone del bianco · f3 pedone del nero · g3 pedone del bianco · c2 pedone del bianco · f2 pedone del bianco · a1 re del bianco | c8 re del nero · b7 torre del bianco · b6 alfiere del bianco · e6 donna del nero · d5 pedone del nero · g4 pedone del nero · c3 pedone del bianco · f3 pedone del nero · g3 pedone del bianco · c2 pedone del bianco · f2 pedone del bianco · a1 re del bianco | c8 re del nero · b7 torre del bianco · b6 alfiere del bianco · e6 donna del nero · d5 pedone del nero · g4 pedone del nero · c3 pedone del bianco · f3 pedone del nero · g3 pedone del bianco · c2 pedone del bianco · f2 pedone del bianco · a1 re del bianco | c8 re del nero · b7 torre del bianco · b6 alfiere del bianco · e6 donna del nero · d5 pedone del nero · g4 pedone del nero · c3 pedone del bianco · f3 pedone del nero · g3 pedone del bianco · c2 pedone del bianco · f2 pedone del bianco · a1 re del bianco | c8 re del nero · b7 torre del bianco · b6 alfiere del bianco · e6 donna del nero · d5 pedone del nero · g4 pedone del nero · c3 pedone del bianco · f3 pedone del nero · g3 pedone del bianco · c2 pedone del bianco · f2 pedone del bianco · a1 re del bianco | c8 re del nero · b7 torre del bianco · b6 alfiere del bianco · e6 donna del nero · d5 pedone del nero · g4 pedone del nero · c3 pedone del bianco · f3 pedone del nero · g3 pedone del bianco · c2 pedone del bianco · f2 pedone del bianco · a1 re del bianco | 5 |
| 4 | c8 re del nero · b7 torre del bianco · b6 alfiere del bianco · e6 donna del nero · d5 pedone del nero · g4 pedone del nero · c3 pedone del bianco · f3 pedone del nero · g3 pedone del bianco · c2 pedone del bianco · f2 pedone del bianco · a1 re del bianco | c8 re del nero · b7 torre del bianco · b6 alfiere del bianco · e6 donna del nero · d5 pedone del nero · g4 pedone del nero · c3 pedone del bianco · f3 pedone del nero · g3 pedone del bianco · c2 pedone del bianco · f2 pedone del bianco · a1 re del bianco | c8 re del nero · b7 torre del bianco · b6 alfiere del bianco · e6 donna del nero · d5 pedone del nero · g4 pedone del nero · c3 pedone del bianco · f3 pedone del nero · g3 pedone del bianco · c2 pedone del bianco · f2 pedone del bianco · a1 re del bianco | c8 re del nero · b7 torre del bianco · b6 alfiere del bianco · e6 donna del nero · d5 pedone del nero · g4 pedone del nero · c3 pedone del bianco · f3 pedone del nero · g3 pedone del bianco · c2 pedone del bianco · f2 pedone del bianco · a1 re del bianco | c8 re del nero · b7 torre del bianco · b6 alfiere del bianco · e6 donna del nero · d5 pedone del nero · g4 pedone del nero · c3 pedone del bianco · f3 pedone del nero · g3 pedone del bianco · c2 pedone del bianco · f2 pedone del bianco · a1 re del bianco | c8 re del nero · b7 torre del bianco · b6 alfiere del bianco · e6 donna del nero · d5 pedone del nero · g4 pedone del nero · c3 pedone del bianco · f3 pedone del nero · g3 pedone del bianco · c2 pedone del bianco · f2 pedone del bianco · a1 re del bianco | c8 re del nero · b7 torre del bianco · b6 alfiere del bianco · e6 donna del nero · d5 pedone del nero · g4 pedone del nero · c3 pedone del bianco · f3 pedone del nero · g3 pedone del bianco · c2 pedone del bianco · f2 pedone del bianco · a1 re del bianco | c8 re del nero · b7 torre del bianco · b6 alfiere del bianco · e6 donna del nero · d5 pedone del nero · g4 pedone del nero · c3 pedone del bianco · f3 pedone del nero · g3 pedone del bianco · c2 pedone del bianco · f2 pedone del bianco · a1 re del bianco | 4 |
| 3 | c8 re del nero · b7 torre del bianco · b6 alfiere del bianco · e6 donna del nero · d5 pedone del nero · g4 pedone del nero · c3 pedone del bianco · f3 pedone del nero · g3 pedone del bianco · c2 pedone del bianco · f2 pedone del bianco · a1 re del bianco | c8 re del nero · b7 torre del bianco · b6 alfiere del bianco · e6 donna del nero · d5 pedone del nero · g4 pedone del nero · c3 pedone del bianco · f3 pedone del nero · g3 pedone del bianco · c2 pedone del bianco · f2 pedone del bianco · a1 re del bianco | c8 re del nero · b7 torre del bianco · b6 alfiere del bianco · e6 donna del nero · d5 pedone del nero · g4 pedone del nero · c3 pedone del bianco · f3 pedone del nero · g3 pedone del bianco · c2 pedone del bianco · f2 pedone del bianco · a1 re del bianco | c8 re del nero · b7 torre del bianco · b6 alfiere del bianco · e6 donna del nero · d5 pedone del nero · g4 pedone del nero · c3 pedone del bianco · f3 pedone del nero · g3 pedone del bianco · c2 pedone del bianco · f2 pedone del bianco · a1 re del bianco | c8 re del nero · b7 torre del bianco · b6 alfiere del bianco · e6 donna del nero · d5 pedone del nero · g4 pedone del nero · c3 pedone del bianco · f3 pedone del nero · g3 pedone del bianco · c2 pedone del bianco · f2 pedone del bianco · a1 re del bianco | c8 re del nero · b7 torre del bianco · b6 alfiere del bianco · e6 donna del nero · d5 pedone del nero · g4 pedone del nero · c3 pedone del bianco · f3 pedone del nero · g3 pedone del bianco · c2 pedone del bianco · f2 pedone del bianco · a1 re del bianco | c8 re del nero · b7 torre del bianco · b6 alfiere del bianco · e6 donna del nero · d5 pedone del nero · g4 pedone del nero · c3 pedone del bianco · f3 pedone del nero · g3 pedone del bianco · c2 pedone del bianco · f2 pedone del bianco · a1 re del bianco | c8 re del nero · b7 torre del bianco · b6 alfiere del bianco · e6 donna del nero · d5 pedone del nero · g4 pedone del nero · c3 pedone del bianco · f3 pedone del nero · g3 pedone del bianco · c2 pedone del bianco · f2 pedone del bianco · a1 re del bianco | 3 |
| 2 | c8 re del nero · b7 torre del bianco · b6 alfiere del bianco · e6 donna del nero · d5 pedone del nero · g4 pedone del nero · c3 pedone del bianco · f3 pedone del nero · g3 pedone del bianco · c2 pedone del bianco · f2 pedone del bianco · a1 re del bianco | c8 re del nero · b7 torre del bianco · b6 alfiere del bianco · e6 donna del nero · d5 pedone del nero · g4 pedone del nero · c3 pedone del bianco · f3 pedone del nero · g3 pedone del bianco · c2 pedone del bianco · f2 pedone del bianco · a1 re del bianco | c8 re del nero · b7 torre del bianco · b6 alfiere del bianco · e6 donna del nero · d5 pedone del nero · g4 pedone del nero · c3 pedone del bianco · f3 pedone del nero · g3 pedone del bianco · c2 pedone del bianco · f2 pedone del bianco · a1 re del bianco | c8 re del nero · b7 torre del bianco · b6 alfiere del bianco · e6 donna del nero · d5 pedone del nero · g4 pedone del nero · c3 pedone del bianco · f3 pedone del nero · g3 pedone del bianco · c2 pedone del bianco · f2 pedone del bianco · a1 re del bianco | c8 re del nero · b7 torre del bianco · b6 alfiere del bianco · e6 donna del nero · d5 pedone del nero · g4 pedone del nero · c3 pedone del bianco · f3 pedone del nero · g3 pedone del bianco · c2 pedone del bianco · f2 pedone del bianco · a1 re del bianco | c8 re del nero · b7 torre del bianco · b6 alfiere del bianco · e6 donna del nero · d5 pedone del nero · g4 pedone del nero · c3 pedone del bianco · f3 pedone del nero · g3 pedone del bianco · c2 pedone del bianco · f2 pedone del bianco · a1 re del bianco | c8 re del nero · b7 torre del bianco · b6 alfiere del bianco · e6 donna del nero · d5 pedone del nero · g4 pedone del nero · c3 pedone del bianco · f3 pedone del nero · g3 pedone del bianco · c2 pedone del bianco · f2 pedone del bianco · a1 re del bianco | c8 re del nero · b7 torre del bianco · b6 alfiere del bianco · e6 donna del nero · d5 pedone del nero · g4 pedone del nero · c3 pedone del bianco · f3 pedone del nero · g3 pedone del bianco · c2 pedone del bianco · f2 pedone del bianco · a1 re del bianco | 2 |
| 1 | c8 re del nero · b7 torre del bianco · b6 alfiere del bianco · e6 donna del nero · d5 pedone del nero · g4 pedone del nero · c3 pedone del bianco · f3 pedone del nero · g3 pedone del bianco · c2 pedone del bianco · f2 pedone del bianco · a1 re del bianco | c8 re del nero · b7 torre del bianco · b6 alfiere del bianco · e6 donna del nero · d5 pedone del nero · g4 pedone del nero · c3 pedone del bianco · f3 pedone del nero · g3 pedone del bianco · c2 pedone del bianco · f2 pedone del bianco · a1 re del bianco | c8 re del nero · b7 torre del bianco · b6 alfiere del bianco · e6 donna del nero · d5 pedone del nero · g4 pedone del nero · c3 pedone del bianco · f3 pedone del nero · g3 pedone del bianco · c2 pedone del bianco · f2 pedone del bianco · a1 re del bianco | c8 re del nero · b7 torre del bianco · b6 alfiere del bianco · e6 donna del nero · d5 pedone del nero · g4 pedone del nero · c3 pedone del bianco · f3 pedone del nero · g3 pedone del bianco · c2 pedone del bianco · f2 pedone del bianco · a1 re del bianco | c8 re del nero · b7 torre del bianco · b6 alfiere del bianco · e6 donna del nero · d5 pedone del nero · g4 pedone del nero · c3 pedone del bianco · f3 pedone del nero · g3 pedone del bianco · c2 pedone del bianco · f2 pedone del bianco · a1 re del bianco | c8 re del nero · b7 torre del bianco · b6 alfiere del bianco · e6 donna del nero · d5 pedone del nero · g4 pedone del nero · c3 pedone del bianco · f3 pedone del nero · g3 pedone del bianco · c2 pedone del bianco · f2 pedone del bianco · a1 re del bianco | c8 re del nero · b7 torre del bianco · b6 alfiere del bianco · e6 donna del nero · d5 pedone del nero · g4 pedone del nero · c3 pedone del bianco · f3 pedone del nero · g3 pedone del bianco · c2 pedone del bianco · f2 pedone del bianco · a1 re del bianco | c8 re del nero · b7 torre del bianco · b6 alfiere del bianco · e6 donna del nero · d5 pedone del nero · g4 pedone del nero · c3 pedone del bianco · f3 pedone del nero · g3 pedone del bianco · c2 pedone del bianco · f2 pedone del bianco · a1 re del bianco | 1 |
|   | a | b | c | d | e | f | g | h |   |

Soluzione:
1. Tc7+  Rb8
2. Tc4!!  dxc4  (anche dopo 2. ...Dxb6 3. Tb4 è patta; oppure 2. ...De2 3. Tb4 Dxc2 4. Ad4+)
3. Ad4!   patta posizionale

Il bianco ha costruito una "fortezza"; pur essendo in netto svantaggio di materiale gli basterà muovere il re nelle case b1 e b2, oppure l'alfiere sulle diagonali d4-b8 o e3-a7, impedendo al re nero di avanzare.